# (138) Tolosa
(138) Tolosa ist ein Asteroid des inneren Hauptgürtels, der am 19. Mai 1874 vom französischen Astronomen Henri Joseph Perrotin am Observatoire de Toulouse entdeckt wurde. Es war seine erste von insgesamt sechs Asteroidenentdeckungen.
Der Asteroid wurde benannt nach der Stadt, in der er entdeckt wurde. Tolosa ist der lateinische Name für Toulouse. Unter Augustus wurde es eine römische Kolonie und war später für die Förderung der Wissenschaften berühmt.

## Wissenschaftliche Auswertung
Aus Ergebnissen der IRAS Minor Planet Survey (IMPS) wurden 1992 Angaben zu Durchmesser und Albedo für zahlreiche Asteroiden abgeleitet, darunter auch (138) Tolosa, für die damals Werte von 45,5 km bzw. 0,27 erhalten wurden. Eine Auswertung von Beobachtungen durch das Projekt NEOWISE im nahen Infrarot führte 2011 zu vorläufigen Werten für den Durchmesser und die Albedo im sichtbaren Bereich von 58,9 km bzw. 0,16. Nachdem die Werte nach neuen Messungen mit NEOWISE 2012 auf 45,3 km bzw. 0,27 korrigiert worden waren, wurden sie 2014 auf 52,9 km bzw. 0,26 geändert.
Spektroskopische Messungen von (138) Tolosa wurden am 10. Oktober 2001 an der Infrared Telescope Facility (IRTF) auf Hawaiʻi durchgeführt. Die gewonnenen Spektren wiesen am ehesten auf eine Zusammensetzung der Oberfläche aus einer 60:40-Mischung aus Klinopyroxen und Orthopyroxen hin. Die Temperatur auf der sonnenbeschienenen Seite wurde zu 254 K abgeschätzt.
Photometrische Beobachtungen von (138) Tolosa erfolgten erstmals am 13. Oktober 1978 an der Catalina Station der University of Arizona. Weitere Messungen am Table Mountain Observatory in Kalifornien und am Lowell-Observatorium in Arizona im Januar und Februar 1984 wiesen auf eine Rotationsperiode von etwa 10,1 h hin. Neue Beobachtungen des Asteroiden wurden vom 28. Dezember 1994 bis 29. Januar 1995 mit der Automated Telescope Facility der University of Iowa durchgeführt. Mit der gemessenen, etwas lückenhaften Lichtkurve konnte der früher abgeleitete Wert der Rotationsperiode aber nicht bestätigt werden, stattdessen wurde ein Wert von 15,48 h als wahrscheinlicher angenommen.
Bei Messungen vom 30. Juli bis 8. September 1997 und 2./3. Februar 2000 am Observatorio de Sierra Nevada in Spanien wurden weitere Lichtkurven aufgezeichnet. Aus den eigenen Messungen wurde zunächst eine Rotationsperiode von 10,101 h erhalten, aber in Kombination mit allen früheren Daten seit 1978 wurde dann eine genauere Periode von 10,09764 h bestimmt. Außerdem konnten zwei alternative Rotationsachsen für eine prograde Rotation und die Achsenverhältnisse für ein dreiachsig-ellipsoidisches Gestaltmodell abgeleitet werden. Die Auswertung archivierter Lichtkurven der Lowell Photometric Database ermöglichte dann in einer Untersuchung von 2016 für ein ellipsoides Gestaltmodell die Bestimmung der Rotationsperiode zu 10,10306 h, außerdem konnten zwei alternative Lösungen für die Position der Rotationsachse angegeben werden, allerdings in Verbindung mit einer retrograden Rotation.
Zwischen 2012 und 2018 wurden mit der All-Sky Automated Survey for Supernovae (ASAS-SN) auch photometrische Daten von 20.000 Asteroiden aufgezeichnet. Auf mehr als 5000 davon konnte erfolgreich die Methode der konvexen Inversion angewendet werden, darunter auch (138) Tolosa, für die in einer Untersuchung von 2021 ein verbessertes dreidimensionales Gestaltmodell für zwei alternative Rotationsachsen mit retrograder Rotation und einer Periode von 10,1030 h berechnet wurde. Aus archivierten Daten des Asteroid Terrestrial-impact Last Alert System (ATLAS) aus dem Zeitraum 2015 bis 2018 konnte in einer Untersuchung von 2022 mit der Methode der konvexen Inversion eine Rotationsperiode von 10,1032 h berechnet werden.
Abschätzungen von Masse und Dichte für den Asteroiden (138) Tolosa aufgrund von gravitativen Beeinflussungen auf Testkörper hatten in einer Untersuchung von 2012 zu einer Masse von etwa 0,493·1018 kg geführt, was mit einem angenommenen Durchmesser von etwa 52 km eine Dichte von 6,74 g/cm³ ergab bei keiner Porosität. Diese Werte besitzen allerdings eine hohe Unsicherheit im Bereich von ±55 %.